# 鄭天慧
鄭天慧（ZHENG Tianhui，1986年1月24日—），香港武術運動員。2010年，獲香港特區政府授予行政長官社區服務獎狀。

## 簡歷
鄭天慧在安徽合肥出生，小時候身體欠佳，經常發燒，每星期都有四至五天要留在醫院療養；但自6歲起習武後，身體變得健康。2006年她離開內地來港發展，並轉為代表中國香港出賽；但因言語問題交不到朋友，每天在苦練後便呆在家中。
2009年10月，鄭天慧參加加拿大多倫多舉行的第10屆世界武術錦標賽，在女子槍術、劍術、長拳及對練等項目，共贏得1金2銀1銅。
2010年，鄭代表中國香港參加2010年亞洲運動會，取得女子劍術槍術全能銀牌。
2011年10月，鄭天慧參加土耳其安卡拉舉行的第11屆世界武術錦標賽，贏得女子劍術銀牌及長拳銅牌。

## 榮譽
- 香港特區政府嘉獎

行政長官社區服務獎狀（2010年）
- 香港傑出運動員選舉

「香港最具體育精神運動員」（2013年）